# Osgyth
Osgyth, död 700, var drottning av Essex, gift med kung Sighere av Essex. Hon vördas som helgon i katolska kyrkan. 
Hon övertalade två biskopar att viga henne till nunna i sin makes frånvaro, och grundade ett kloster där hon blev abbedissa. 